# Travis Kalanick

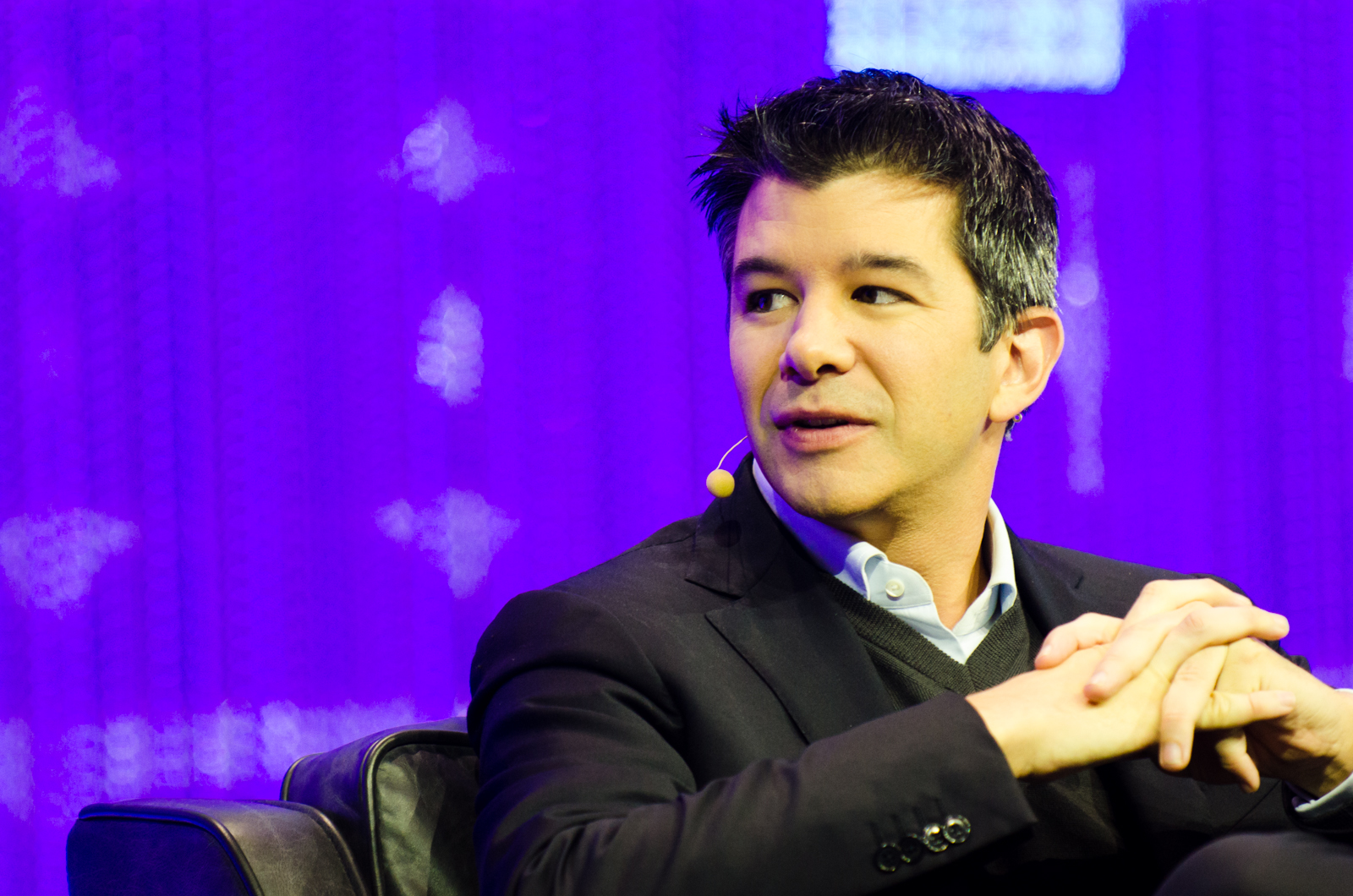
Travis Kalanick (2013)

Travis Cordell Kalanick (* 6. August 1976 in Los Angeles) ist ein US-amerikanischer Unternehmer und Mitgründer sowie ehemaliger CEO des Unternehmens Uber.

## Ausbildung und erste unternehmerische Tätigkeit
Kalanick besuchte die Granada Hills High School und studierte Computer Engineering an der University of California, Los Angeles. 1998 brach er sein Studium ab und gründete verschiedene Unternehmen, u. a. die File-Sharing-Gesellschaft Scour. Scour scheiterte, als die amerikanische Musik- und Filmindustrie sie wegen Urheberrechtsverletzungen auf 250 Mrd. $ verklagte. Im Jahre 2001 gründete er die Gesellschaft Red Swoosh, die 2007 von Akamai für 18,7 Millionen US-Dollar erworben wurde.

## Uber
2009 gründete Kalanick mit Garrett Camp die Firma Uber. Diese Gesellschaft will den Markt für die Personenbeförderung, der in den meisten Ländern stark reguliert ist, mittels einer Taxi-App sowie über eine Website revolutionieren. Um dieses Ziel zu erreichen, muss Uber in vielen Ländern gesetzliche und administrative Hindernisse gegen starke Widerstände beseitigen. Kalanicks Haltung wird aus folgendem Zitat deutlich:

„Wir befinden uns in einer politischen Kampagne, in der der Kandidat Uber heißt und der Gegner ein Arschloch namens Taxi.“

Kalanick hat den Roman Der ewige Quell der libertären Autorin Ayn Rand als eines seiner Lieblingsbücher bezeichnet und nutzte das Cover als Profilbild bei Twitter. 2015 bestritt er jedoch in einem Interview, Rands Bücher zu mögen; er habe nicht einmal gewusst, was ein Libertärer sei. 2016 stellte er Mercedes-Benz in Aussicht, 100.000 S-Klassen abzukaufen, sobald diese autonom fahren würden, was seitens Mercedes um 2020 erwartet wurde.
2017 trat er als CEO von Uber zurück, nachdem ihn fünf Investoren, die zusammen mehr als 40 % der Stimmrechte an der Firma haben, dazu aufgefordert hatten.

## Vermögen
Travis Kalanick ist Milliardär und einer der reichsten US-Amerikaner. Sein Vermögen beträgt gemäß der Forbes-Liste 2018 etwa 4,8 Milliarden US-Dollar. Damit belegt er Platz 422 auf der Forbes-Liste der reichsten Menschen der Welt.

## Politische Aktivität
Kalanick beriet seit Dezember 2016 den US-Präsidenten Donald Trump als Mitglied von dessen Strategic and Policy Forum. Am 2. Februar 2017 erklärte er seinen Rücktritt von dieser Position. Er sagte nach einem Gespräch mit diesem, seine Teilnahme sei falsch verstanden worden und nicht als Unterstützung von Präsident Trump oder seiner Agenda gemeint gewesen. Zuvor hatte es nach Bekanntwerden Aufrufe im Internet gegeben, den Fahrdienst zu boykottieren.

## Rezeption
Andrew Keen kritisierte Kalanick mit den Worten: „Er verkörpert die schlimmste Sorte Hybris und Arroganz des libertären Unternehmers.“